# 포천아
포천아(중국어: 蒲茜兒, 병음: Pú Qiànér 푸첸얼[*], 영어: Serena Po, 1979년 8월 3일 ~ )는 홍콩의 배우이자 가수이며, 쿠키스의 전 일원이다.